# Pozba
Pozba is een Slowaakse gemeente in de regio Nitra, en maakt deel uit van het district Nové Zámky.
Pozba telt 561 inwoners.
De inwoners van de gemeente zijn in overgrote meerderheid Hongaren, ze behoren tot de etnische Hongaarse minderheid in Slowakije